# Мухаммедов Юсуфзай, Нисар
Нисар Мухаммедов Юсуфзай (Нисар Мухаммед Юсуфзай Афган; 1897, Заида, Британская Индия — 22 ноября 1937 или 1937, Москва, СССР) — исследователь языков малых народов Средней Азии, общественный деятель и просветитель, один из основателей Таджикской ССР, ближайший соратник Шириншо Шотемура.

## Биография
Нисар Мухаммад юсуфзай родился в 1897 году в Пешаваре в этносе (племени) юсуфзай.
Принимал участие в революционных событиях в Афганистане, был одним из сподвижников Амануллы-хана, был известным героем Третьей англо-афганской войны (1919). Затем стал политическим эмигрантом и бежал в Среднюю Азию.
С 1922 года — преподаватель ташкентского САГУ, член Общества по изучению Таджикистана. С 1924 года — кандидат и с 1928 года — член ВКП(б). С 1926 года — нарком просвещения Таджикской АССР.

## Государственная деятельность
Будучи соратником Шириншо Шотемора, Нисар Мухаммед является одним из создателей Таджикской советской республики.
Нисар Мухаммед заложил фундамент образования и науки в Таджикской ССР, благодаря его усилиям появились первые учебники и школы, а также первые таджикские студенты в вузах Ташкента, Москвы и Ленинграда.
Н. Мухаммед сыграл значительную роль во время преобразования Автономной Республики Таджикистан в союзную республику в 1929 году.
С 1932 года Н. Мухаммед работал в Московском институте востоковедения, где преподавал урду и пушту. Он был арестован 8 октября 1937 года по сфабрикованному обвинению и убит под следствием 22 октября 1937 года.

## Мемориал
В Душанбе улица, на которой расположено здание Министерства образования и науки Республики Таджикистан, носит имя Нисара Мухаммеда.

## Примечание
1. 1 2  Люди и судьбы. Биобиблиографический словарь востоковедов - жертв политического террора в советский период (1917-1991) — СПб.: Петербургское Востоковедение, 2013. — 496 с. — (Социальная история отечественной науки о Востоке) — ISBN 978-5-85803-225-0
2. ↑  نثار محمد پشتون که بود؟ (перс.). BBC News فارسی (31 мая 2021). Дата обращения: 15 июня 2022. Архивировано 15 июня 2022 года.
3. ↑  Бурхан-уд-Дин-хан-и-Кушкеки. Предисловие / А. А. Семёнов // Путеводитель по Каттагану и Бадахшану : данные по географии страны, естественно-историческим условиям, населению, экономике и путям сообщения / Пер.: П. П.Введенский, Б. И. Долгополов и Е. В. Левкиевский; под ред., с предисл. и прим. А. А. Семёнова. — Ташкент : Общество для изучения Таджикистана и иранских народностей за его пределами, 1926. — С. XI. — XI, 250 с.
4. ↑  Мухамедов (Мухаммед, Мухаммедов) Нисар (1897-1937). Люди и судьбы. Дата обращения: 15 июня 2022. Архивировано 21 января 2022 года.
5. 1 2 3 4  Вечер памяти Нисора Мухаммaда (1897-1937). Автор и ведущий Давлат Худоназаров : [арх. 3 января 2023]. — Интересное.ме. — 2013. — Tajikistan | Таджикистан (26 марта).
6. ↑  Sputnik Тоҷикистон. Солеҳов дар бораи шахсияти маъруфи Тоҷикистон Нисор Муҳаммад филм ба навор мегирад (тадж.). Sputnik Тоҷикистон (1 июня 2018). Дата обращения: 15 июня 2022.